# Reading Open
O Reading Open foi um torneio masculino de golfe no PGA Tour, que foi disputado em Reading, na Pensilvânia, no final de 1940 e no início da década de 1950, em três locais diferentes.

## Anfitriões do torneio
| Ano(s)  | Local                  |
| ------- | ---------------------- |
| 1947–48 | Berkshire Country Club |
| 1949    | Reading Country Club   |
| 1950    | Berkshire Country Club |
| 1951    | Berkleigh Country Club |

## Campeões
- 1951 Jim Turnesa
- 1950 Sam Snead
- 1949 Cary Middlecoff
- 1948 Ben Hogan
- 1947 E. J. "Dutch" Harrison